# Emich Carl av Leiningen
Emich Carl, född 27 september 1763 i Bad Dürkheim, död 4 juli 1814 på Amorbach, var regerande furste av Leiningen 1807–1814.

## Biografi
Emich Carl föddes som fjärde barn och ende son till Carl Friedrich Wilhelm, greve av Leiningen-Dagsburg-Hartenburg och hans hustru grevinnan Christiane Wilhelmine Luise av Solms-Rödelheim och Assenheim. Den 3 juli 1779 blev hans far furste av det Tysk-romerska riket, och Emich Carl blev då arvprins av Leiningen. Den 9 januari 1807 efterträdde han sin far som andre furste av Leiningen.

## Familj
Emich Carl gifte sig första gången den 4 juli 1787, med Henriette, yngsta dotter till Henrik XXIV av Reuss-Ebersdorf och hans hustru grevinnan Karoline Ernestine av Erbach-Schönberg. De fick en son tillsammans:
- Friedrich Karl Heinrich Ludwig, född 1 mars 1793 och dog 22 februari 1800.

Henriette dog den 3 september 1801, och Emich Carl gifte sig en andra gång, den 21 december 1803, med prinsessan Marie Luise Viktoria, fjärde dotter till hertig Franz Friedrich Anton av Sachsen-Coburg-Saalfeld och hans hustru grevinnan Augusta av Reuss-Ebersdorf, en systerdotter till hans förra hustru. De fick två barn:
- Carl Friedrich Wilhelm Emich, född 12 september 1804, som efterträdde sin far som tredje furste av Leiningen.
- Prinsessan Anna Feodora Auguste Charlotte Wilhelmine, född 7 december 1807, som gifte sig med Ernst av Hohenlohe-Langenburg.

Emich Carl dog på Amorbach den 4 juli 1814 och efterträddes av sin andra (men enda överlevande) son. Hans änka gifte sig en andra gång med prins Edward, hertig av Kent, fjärde son till kung Georg III av Storbritannien. Med honom fick hon en andra dotter, prinsessan Viktoria av Kent, som senare blev regerande drottning.